# Jane (film, 2007)
Pour les articles homonymes, voir Jane.
Pour plus de détails, voir Fiche technique et Distribution.
Jane (Becoming Jane) est un film de Julian Jarrold sorti en 2007, qui raconte la biographie romancée de l’écrivaine anglaise Jane Austen.

## Synopsis
En 1795, Tom Lefroy (James McAvoy), un jeune Irlandais immature et noceur, d'une famille nombreuse et pauvre, est envoyé par son riche oncle et tuteur chez des cousins du Hampshire, dans l’espoir qu’il y acquerra un brin de sagesse. Son arrivée ne passe pas inaperçue auprès de la jeune Jane Austen (Anne Hathaway), romancière débutante et fille d’un modeste pasteur nanti de peu de fortune, d'un fils à caser et de filles à marier. L'aînée, Cassandra, est fiancée. D’abord rebutée par les mauvaises manières du jeune hôte de ses voisins, Jane se laisse peu à peu conquérir par son charme, son originalité, ses attentions. Cependant, les conventions sociales et le manque de fortune personnelle les empêcheront de se marier. Thomas Lefroy deviendra un avocat célèbre, Jane sera reconnue comme l'un des plus grands écrivains anglais et passera sa courte vie auprès de Cassandra et de sa famille.

## Fiche technique
- Titre français : Jane
- Titre original : Becoming Jane
- Réalisation : Julian Jarrold
- Scénario : Kevin Hood et Sarah Williams
- Directeur photo : Eigil Bryld (en)
- Montage : Emma E. Hickox
- Musique : Adrian Johnston
- Production : Robert Bernstein, Graham Broadbent et Douglas Rae
- Distribution : Miramax - La Fabrique de films
- Décors : Eve Stewart
- Costumes : Eimer Ni Mhaoldomhnaigh
- Budget : 12 500 000 euros
- Format : 35 mm - couleur
- Langue : anglais
- Pays de production :  Royaume-Uni,  Irlande
- Genre : biographie
- Durée : 112 minutes
- Dates de sortie : 
  - Royaume-Uni : 9 mars 2007
  - États-Unis : 3 août 2007
  - France : 17 octobre 2007
- DVD : États-Unis : 12 février 2008,  France 6 mai 2008

## Distribution
- Anne Hathaway (VFB : Fanny Roy) : Jane Austen
- James McAvoy (VFB : Alexandre Crépet) : Tom Lefroy
- James Cromwell (VFB : Jean-Paul Landresse) : M. Austen
- Maggie Smith : Lady Gresham
- Julie Walters : Mme Austen
- Ian Richardson : le juge Langlois
- Anna Maxwell Martin : Cassandra Austen
- Joe Anderson : Henry Austen
- Jessica Ashworth : Lucy Lefroy
- Chris McHallem : M. Curtis
- Philip Culhane : George Austen
- Michael James Ford : M. Lefroy
- Tom Vaughan-Lawlor : Robert Fowle
- Leo Bill : John Warren
- Eleanor Methven : Mme Lefroy
- Lucy Cohu : Eliza de Feuillide
- Elaine Murphy : Jenny
- Gina Costigan : Caroline
- Laurence Fox : M. Wisley
- Donal O'Farrell : Bob
- Tony Brown : le Joueur
- Helen McCrory : Mme Radcliffe
- Sophie Vavasseur : Jane Lefroy
- Giedrius Nagys : le Garçon de ferme
- Lucy McKenna : la Bonne de Lady Gresham

## Bande originale
1. First impressions
2. Hampshire
3. Bond Street Airs
4. The Basingstoke Assembly
5. A game of Cricket
6. Selbourne Wood
7. Lady Gresham
8. Advice from a Young Lady
9. Laverton Fair
10. To the ball
11. Rose garden
12. Mrs. Radcliffe
13. Goodbye, Mr Lefroy
14. Distant lives
15. The messenger
16. An adoring Heart
17. Runaways
18. A letter
19. To be apart
20. Twenty years later
21. A last reading

## Autour du film
- Adapter les romans de Jane Austen n'était pas nouveau au cinéma. En effet, plusieurs versions d'Orgueil et Préjugés existent (Coup de foudre à Bollywood, Orgueil et Préjugés de Joe Wright). Cependant, c'est la première fois qu'un film était entièrement consacré à la vie de l'autrice.
- Beaucoup de critiques ont souligné le fait qu'il n'y ait pas de véritables preuves que Jane ait vécu l'histoire d'amour racontée dans le film. Il est vrai que le réalisateur ne s'est inspiré que de quelques événements connus (les deux jeunes gens se sont rencontrés à Noël 1795 dans le Hampshire, Jane s'est rendue à Londres chez l'oncle de Lefroy et Lefroy a appelé sa fille Jane)[1].
- L'actrice Anne Hathaway s'est beaucoup investie dans le rôle de Jane Austen. Ainsi, elle s'est appliquée pour effacer son accent américain et a même appris les bases de la langue des signes pour rendre crédibles ses scènes avec son frère sourd.
- Les actrices Julie Walters, Helen McCrory et Maggie Smith avaient déjà joué ensemble dans la saga Harry Potter. Cependant, elles n'avaient pas beaucoup de scènes en commun dans les films sur le petit sorcier.
- Ian Richardson qui joue le rôle du juge Langlois était sa dernière participation avant son décès.

## Box-office
- France : 30 477 entrées.
- États-Unis : 972 066 entrées.